# Narzissenblütiger Lauch

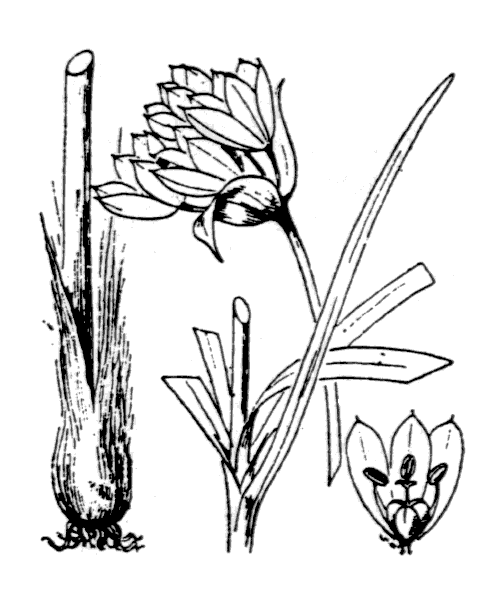

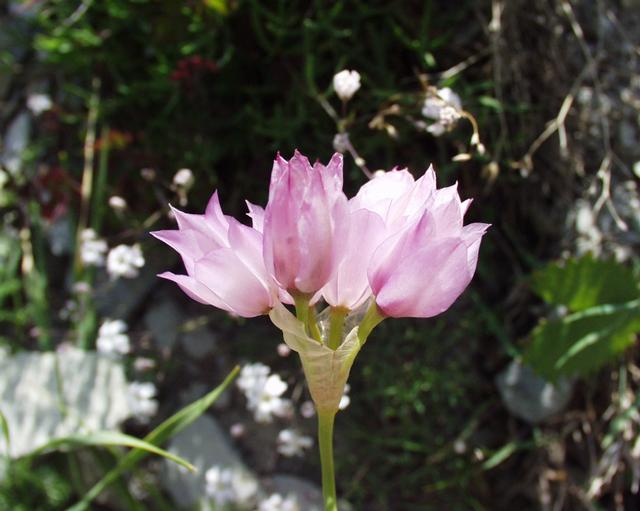

Der Narzissenblütige Lauch oder Narzissen-Lauch (Allium narcissiflorum) ist eine Pflanzenart aus der Gattung Lauch (Allium).

## Merkmale
Der Narzissenblütige Lauch ist eine ausdauernde krautige Pflanze, die meist Wuchshöhen von 15 bis 35, selten bis 50 cm erreicht. Auf dem kurzen „Wurzelstock“ sitzen längliche Zwiebeln. Die Zwiebelhäute sind bräunlich gefärbt, netzfaserig und bleiben als bis 5,5 cm langer Faserschopf an der Zwiebel. Der Stängel ist aufrecht, grün, fast rund, im oberen Teil zusammengedrückt und hat zwei Kanten. Die Pflanze besitzt 3 bis 5 grüne, kahle, linealische, flache Laubblätter.
Bis zu acht Blüten sind zu einem doldigen Blütenstand zusammengefasst, der anfangs nickend, später aufrecht ist. Das zweilappige Hochblatt ist kürzer als der Blütenstand und bleibend. Die zwittrigen, dreizähligen Blüten sind glockenförmig. Es sind 2 Kreise mit je drei purpurrosa Blütenhüllblätter vorhanden, wobei die inneren etwas breiter und stumpf sind. Die sechs Staubblätter sind kürzer als die Blütenhülle. Die Narbe ist dreilappig. Die Blütezeit reicht von Juli bis August.

## Standort
Narzissenblütiger Lauch wächst in Höhenlagen von 1500 bis 2000 Meter auf Kalkfels und Schutt.

## Verbreitung
Der Narzissenblütige Lauch ist nur in den Südwestalpen, den Grajischen, Cottischen und Seealpen zu finden.

## Systematik
Die Erstbeschreibung durch den französischen Botaniker Dominique Villars ist 1779 veröffentlicht worden.

## Belege

### Einzelreferenzen
1. ↑  Prosp. Hist. pl. Dauphiné 18. 1779. Siehe Eintrag bei GRIN Taxonomy for Plants.